# Dokmoka
Dokmoka là một thị xã và là nơi đặt ủy ban khu vực thị xã (town area committee) của quận Karbi Anglong thuộc bang Assam, Ấn Độ.

## Nhân khẩu
Theo điều tra dân số năm 2001 của Ấn Độ, Dokmoka có dân số 4670 người. Phái nam chiếm 54% tổng số dân và phái nữ chiếm 46%. Dokmoka có tỷ lệ 66% biết đọc biết viết, cao hơn tỷ lệ trung bình toàn quốc là 59,5%: tỷ lệ cho phái nam là 73%, và tỷ lệ cho phái nữ là 58%. Tại Dokmoka, 15% dân số nhỏ hơn 6 tuổi.